# Nannoniscus arcticus
Nannoniscus arcticus är en kräftdjursart som beskrevs av Hansen 1916. Nannoniscus arcticus ingår i släktet Nannoniscus och familjen Nannoniscidae. Inga underarter finns listade i Catalogue of Life.